# Rakovnica
Rakovnica je obec na Slovensku v okrese Rožňava. Nejvýznamnější památkou je románský kostelík zasvěcený sv. Marii Magdaléně z první poloviny 13. století. V obci žije přibližně 570 obyvatel. Rozloha katastrálního území činí 7,09 km².

## Kultura a zajímavosti

### Památky
- Římskokatolický poutní kostel sv. Máří Magdalény, jednolodní románská stavba s pravoúhlým ukončením presbytáře bez věže z první poloviny 13. století. Nachází se nad vesnicí v lesním prostředí na místě bývalého osídlení. První písemná zmínka o kostele pochází až z roku 1416. Stavba byla poškozena požárem v roce 1658, následně byl obnovován a získal současný barokní oltář. V tomto období byly vnější fasády kostela ozdobené rostlinnými motivy v renesančním duchu. V blízkosti kostela se nachází pramen, který je považován za zázračný, což potvrdil v roce 1796 papež Pius VI. K tomuto prameni se konají poutě.[3]

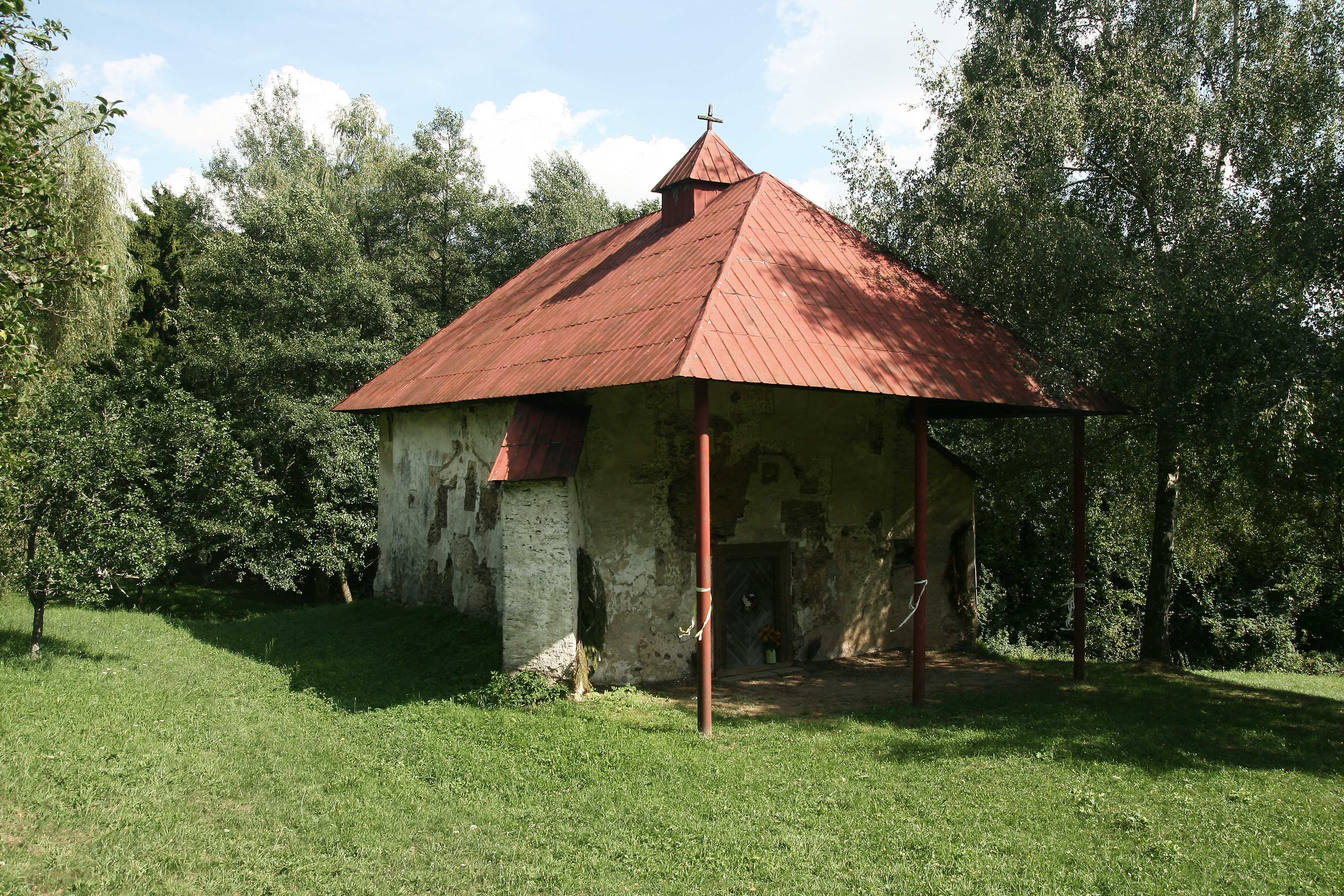
Kostel sv. Máří Magdalény
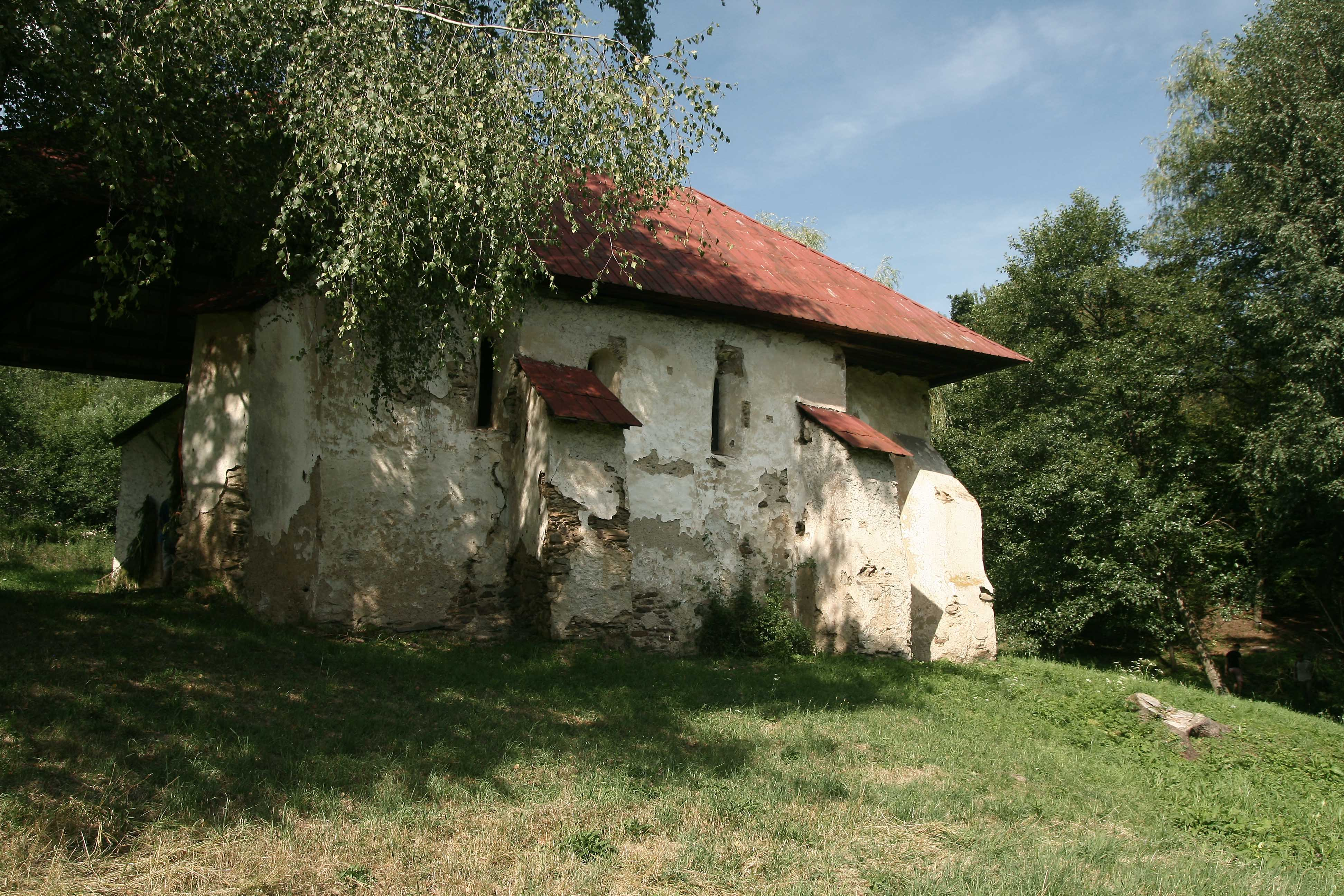
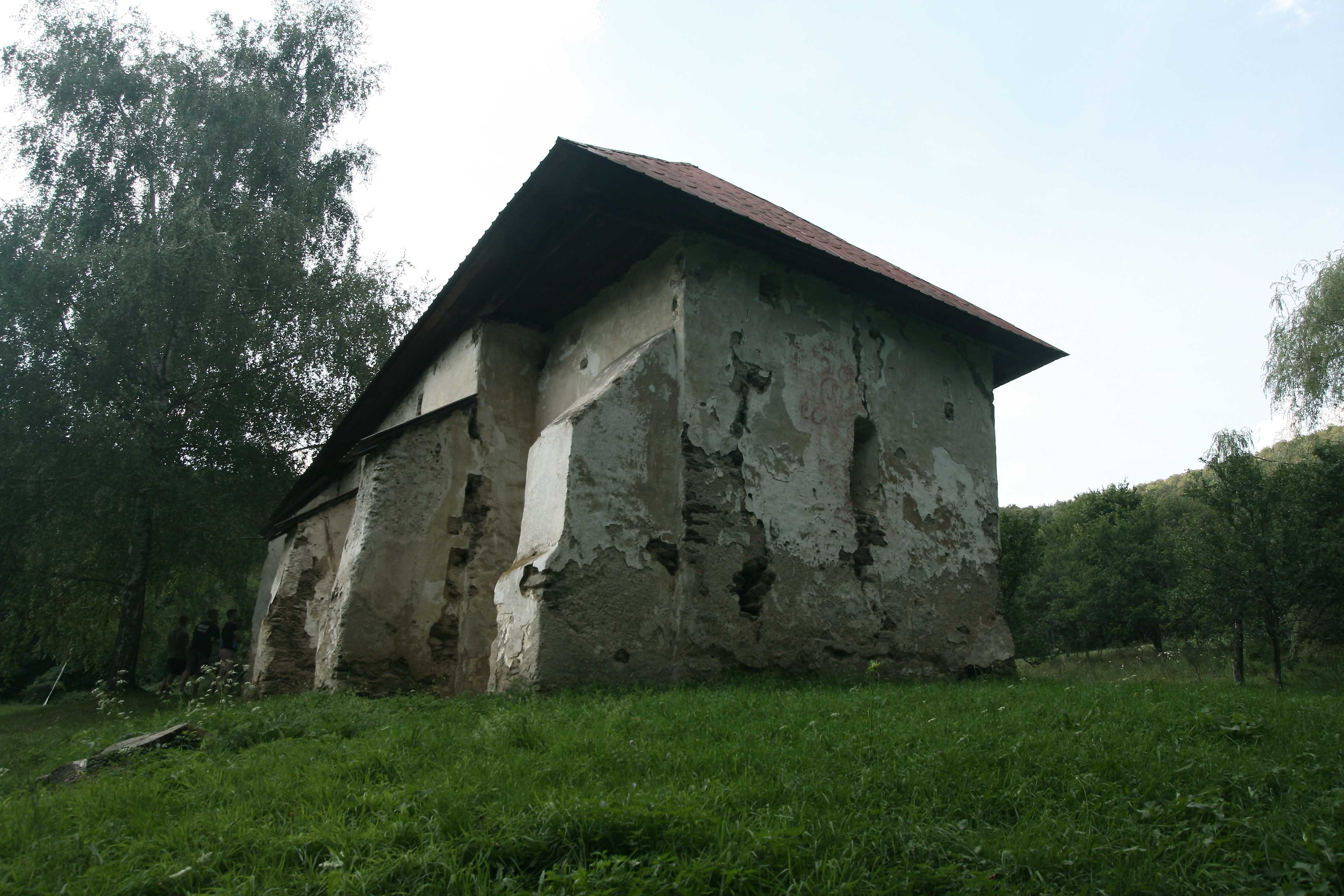
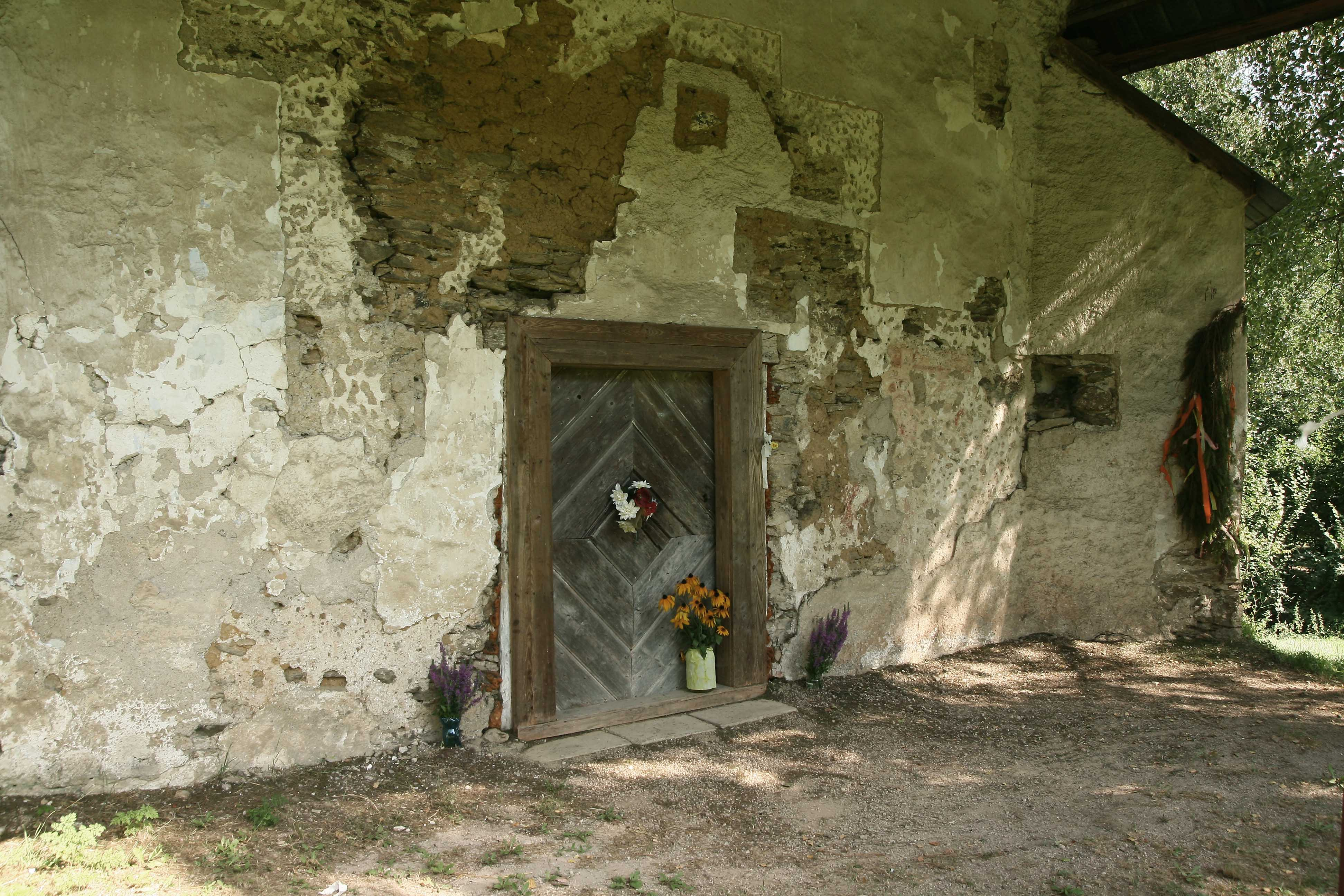
Vstup do kostela
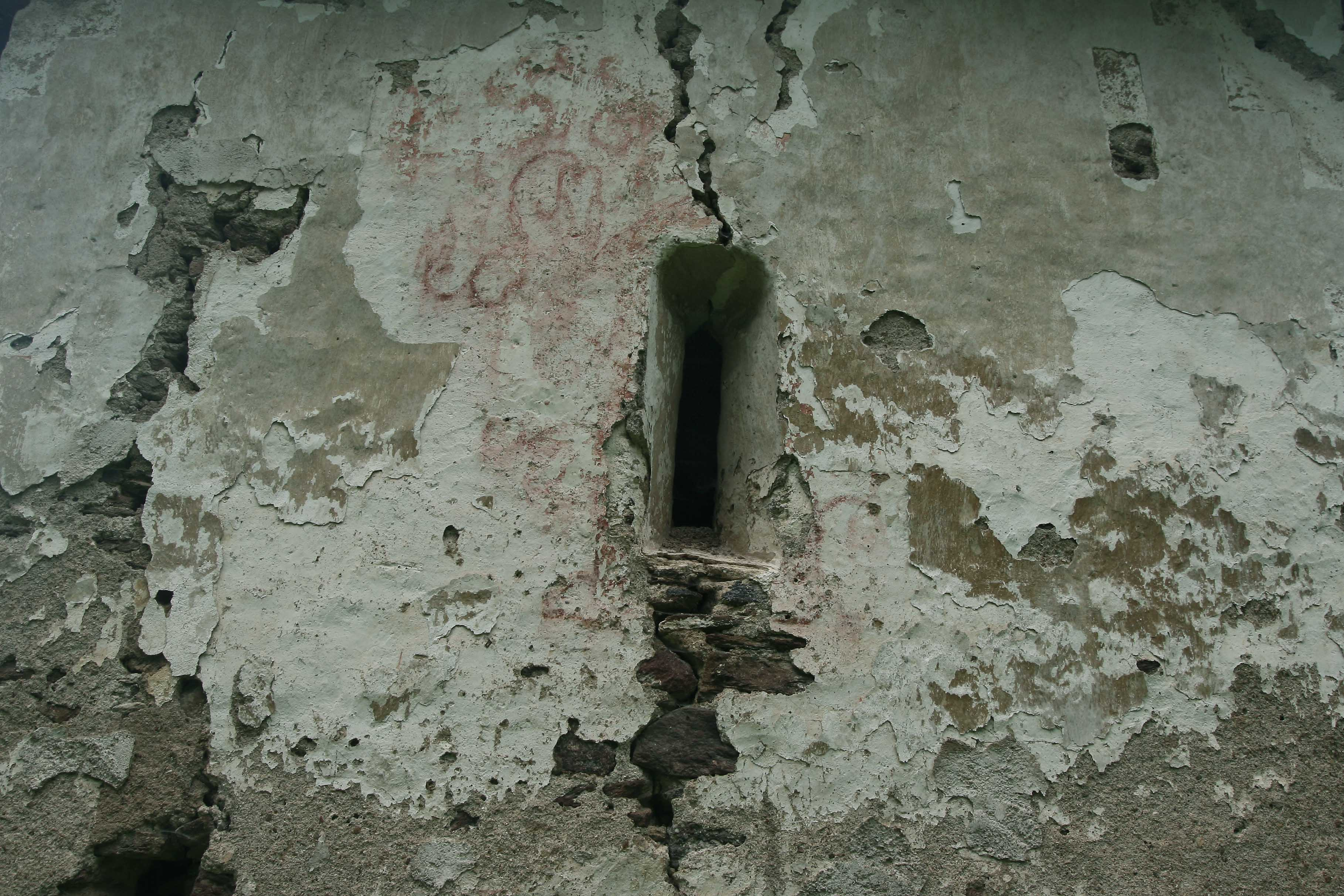
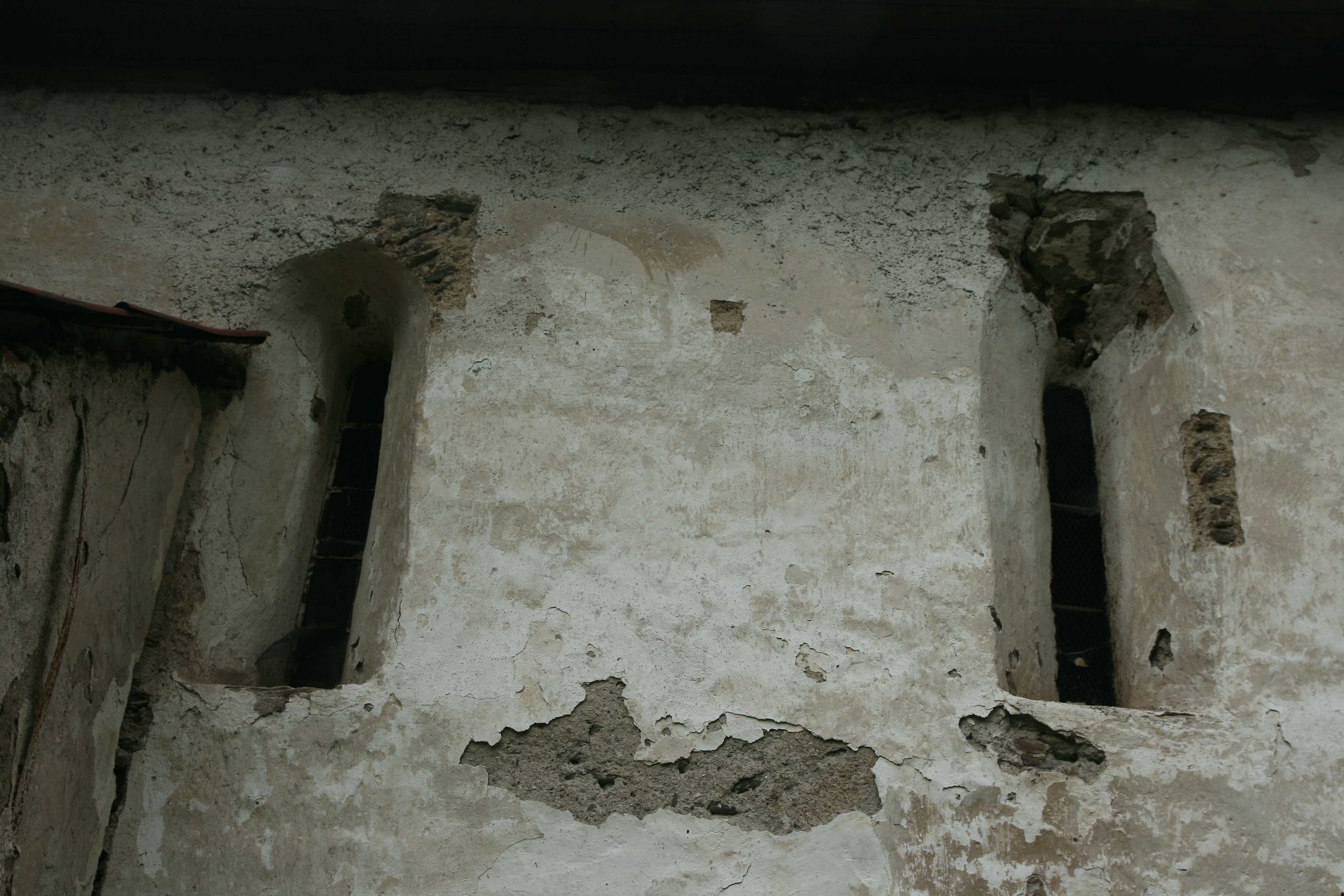

- Evangelický kostel, jednolodní klasicistní stavba s půlkruhovým ukončením presbytáře a věží z roku 1836. V roce 1866 prošel rekonstrukcí. Nachází se zde dřevěná vyřezávaná empora, pozdně barokní oltář z konce 18. století s obrazem Krista. Součástí oltáře jsou sochy apoštolů Petra a Pavla.[4]

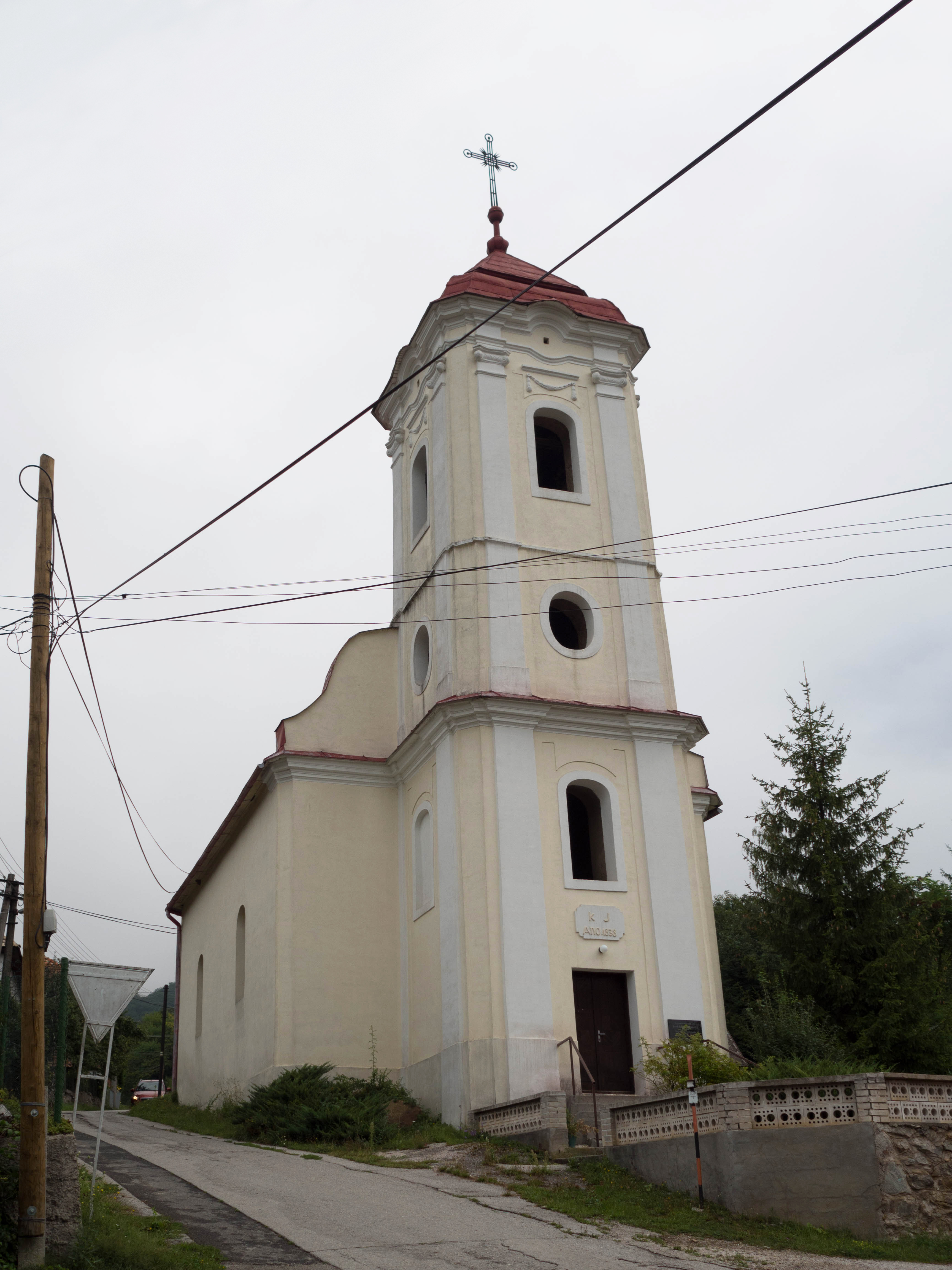
Evangelický kostel
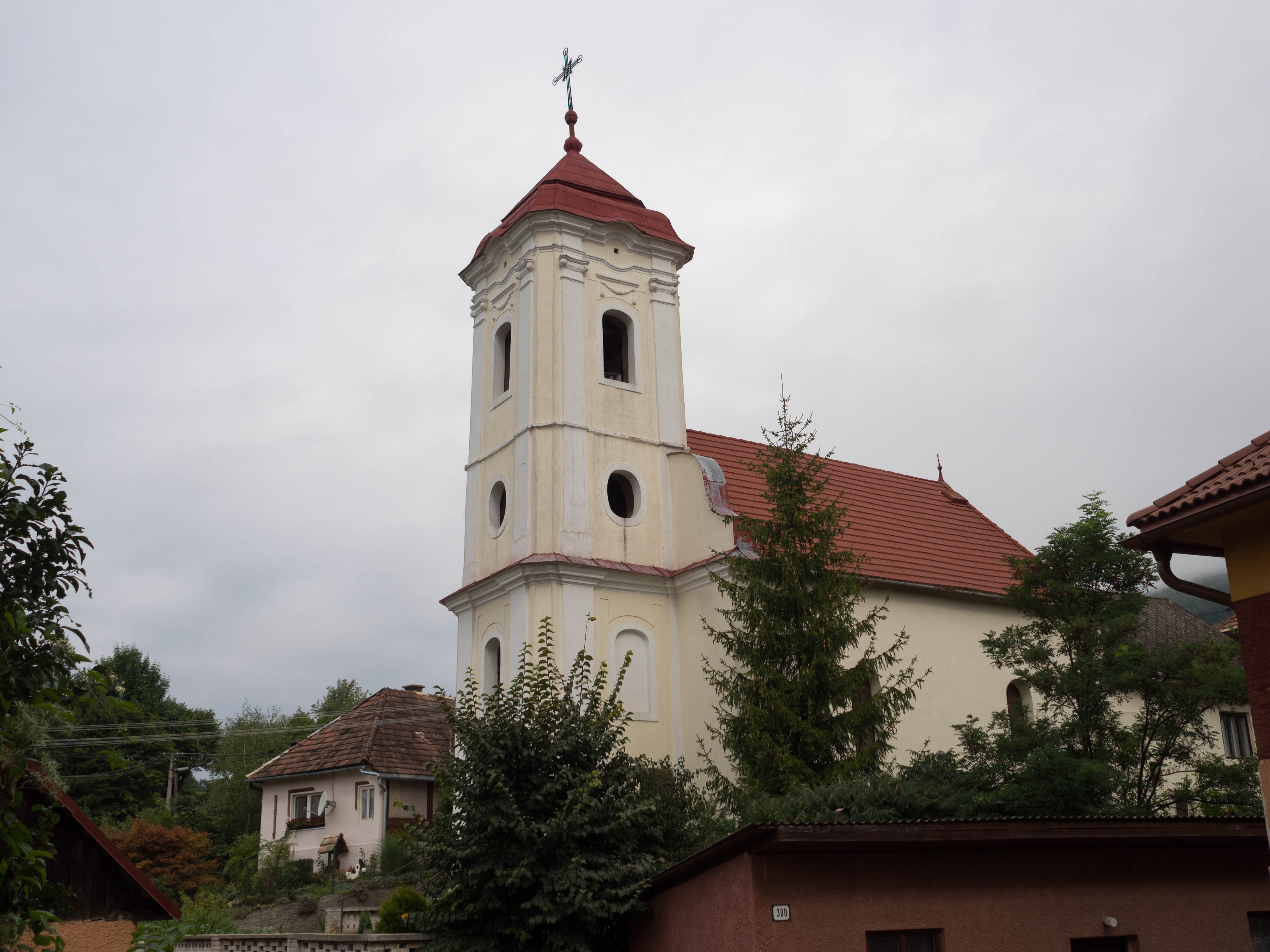